# Giuseppina Arcucci
Giuseppina Arcucci (Palermo, 11 aprile 1860 – Ariano Irpino, 21 gennaio 1940) è stata una religiosa italiana, fondatrice della congregazione delle Suore dello Spirito Santo. Fu dedita soprattutto all'educazione dei fanciulli, all'assistenza dei poveri e degli infermi e alla catechesi, aprendo diverse case nel Centro-Sud Italia su richiesta di autorità civili ed ecclesiastiche e privati cittadini. Attualmente le è attribuito il titolo di Serva di Dio ed è in corso l'inchiesta diocesana della Causa di beatificazione e canonizzazione.

## Biografia

### Nascita e studi
Giuseppina Arcucci (al secolo Ernestina Maria Luisa) nacque a Palermo l'11 aprile 1860 e battezzata lo stesso giorno presso la chiesa di San Nicolo all'Albergheria. Figlia di Giovanni Arcucci, di Gaeta, secondo tenente del Reggimento Carabinieri a piedi del Reale Esercito delle Due Sicilie, e Maria Di Maggio di Palermo. I genitori si sposarono il 22 luglio 1849 presso la chiesa parrocchiale di San Giacomo Apostolo a Messina. 
La piccola Ernestina visse pochissimo tempo a Palermo a causa della spedizione dei Mille e delle conseguenti rivolte scatenatesi che costrinsero parte della famiglia a fuggire per timore di possibili ritorsioni contro i familiari degli ufficiali borbonici. Le prime biografie narrano che la piccola Ernestina fu consegnata dalla madre a una persona di loro conoscenza calandola dalla finestra, e c'è chi accosta questo episodio alla fuga da Damasco di Paolo di Tarso narrata nel libro degli Atti degli Apostoli e nella Seconda lettera ai Corinzi. Il padre Giovanni restò a combattere con i suoi commilitoni in Sicilia e per il suo essersi distinto nei combattimenti venne decorato con la croce di grazia di San Giorgio. In seguito ebbe modo di ricongiungersi con il resto della famiglia e, dopo l'unità d'Italia, entrò a far parte del nuovo Regio Esercito italiano in qualità di sottotenente in servizio sedentario e inviato a prestare servizio presso la città dell'Aquila. 
In ragione di ciò, la piccola Ernestina, assieme alla sua famiglia, trascorse l'infanzia presso il capoluogo abruzzese dove mosse i suoi primi passi dal punto di vista biologico, della fede e della cultura. Frequentò con molto profitto le scuole elementari presso l'Istituto San Paolo della Congregazione di Carità dell'Aquila, distinguendosi come una delle migliori alunne. Completò, poi, i suoi studi a Napoli, a seguito del trasferimento del padre, dove conseguì la patente di insegnante.

### La Pia Casa d'Istruzione e Lavoro di Ariano di Puglia
Nel frattempo, ad Ariano di Puglia (rinominata dal 1930 Ariano Irpino) il decreto di soppressione degli ordini religiosi del 7 luglio 1866 colpì anche il monastero del Santissimo Salvatore e Sant'Anna abitato da lungo tempo dalle monache benedettine cassinesi le quali dirigevano un fiorente educandato per fanciulle. Questa realtà monastica esisteva già nel XVI secolo, allorché la signora Covella Romanea donò il 31 luglio 1518 una casa con orto e una vigna alle monache benedettine cassinesi per l'istituzione di un monastero che assunse il titolo del "Santissimo Salvatore". Il divieto di ricevere giovani postulanti e novizie nel corso del tempo avrebbe determinato la chiusura del monastero e conseguentemente anche dell'educandato, tanto prezioso per la gente di Ariano di Puglia.
Il decreto di soppressione delle corporazioni religiose del 7 luglio 1866, n. 3036, prevedeva, in linea generale, l'incameramento dei beni degli ordini religiosi e la loro soppressione. Per quanto riguarda nello specifico le monache (art. 6) il decreto concedeva loro la facoltà di continuare a vivere nella casa, o in una parte della medesima, assegnata loro dal Governo, previa espressa e individuale domanda presentata da parte delle religiose tre mesi dalla pubblicazione del decreto, tuttavia, qualora il numero delle monache fosse ridotto a sei o nel caso che il Governo per esigenze di ordine pubblico, previo parere del Consiglio di Stato, lo ritenesse opportuno, esse potevano essere concentrate (trasferite) in un'altra casa. I comuni o le province, da parte loro, potevano fare richiesta delle case abitate dalle religiose e dai religiosi nel momento in cui le stesse abitazioni fossero rimaste sgombre, a condizione, però, che tali edifici venissero adibiti a scuole, asili infantili, ricoveri di mendicità, ospedali oppure destinati ad altre opere di beneficenza e pubblica utilità (art. 20).
Al fine di evitare la chiusura dell'educandato, l'allora vescovo di Ariano di Puglia Francesco Trotta, aiutato dal ministro di Grazia e Giustizia e dei Culti, Pasquale Stanislao Mancini, deputato del collegio di Ariano, e dal sindaco di Ariano di Puglia, Emilio Figlioli, fondò in una parte dell'ex monastero la Pia Casa d'Istruzione e Lavoro, la quale venne aperta il 21 novembre 1877 e istituita ufficialmente con decreto vescovile il giorno 8 dicembre dello stesso anno, data in cui venne presentata ufficialmente alla diocesi. 
In vista dell'apertura della Pia Casa di Lavoro, tenendo presente la difficoltà da parte delle monache di poter mantenere un efficiente funzionamento nella nuova istituzione, il vescovo Francesco Trotta si rivolse al presbitero Tommaso Maria Fusco, fondatore della Congregazione delle Suore Figlie della Carità del Preziosissimo Sangue, con sede a Pagani, il quale inviò alcune "sue" religiose ad affiancare le monache benedettine. Del resto furono le stesse monache benedettine le quali, ben consapevoli della necessità di avere un aiuto per continuare all'interno del monastero l'opera di educandato, con deliberazione capitolare del 20 agosto 1877 affermarono la necessità per loro di un aiuto da parte di suore patentate, le quali avrebbero, inoltre, prestato assistenza anche alle monache più anziane, fermo restando che le stesse religiose benedettine avrebbero, fin quando fosse stato possibile, continuato a occuparsi dell'amministrazione e dell'insegnamento nell'educandato. Tale deliberazione fu, poi, inviata al vescovo Francesco Trotta per l'approvazione, concessa in data 1º settembre 1877. Nonostante l'arrivo delle religiose da Pagani si rese necessario trovare altre due maestre per lo svolgimento delle attività didattiche. Fu così che Tommaso Maria Fusco conobbe Ernestina Maria Luisa, la quale giunse presso la Pia Casa il giorno 11 settembre 1878.
Dopo meno di due anni di permanenza nella Pia Casa, la giovane Ernestina decise di entrare a far parte della Congregazione delle Figlie della Carità del Preziosissimo Sangue. Iniziò il suo percorso di noviziato il 15 maggio 1880, non presso la Casa madre di Pagani, bensì ad Ariano di Puglia sotto la guida del vescovo Francesco Trotta, assieme ad altre sue compagne. Fece, poi, la sua professione religiosa il 15 maggio 1881 (vigilia della Solennità di Pentecoste) scegliendo come nome da religiosa quello di suor Giuseppina, in ossequio a San Giuseppe, sposo di Maria e padre putativo di Gesù, sotto la cui tutela la Pia Casa era stata istituita; difatti, quella parte dell'ex monastero dove erano alloggiate le Figlie della Carità del Preziosissimo Sangue era denominata proprio "Ritiro San Giuseppe". Suor Arcucci, tuttavia, pareva non essere stata permeata della spiritualità propria della Congregazione nella quale aveva professato e anche i rapporti con Tommaso Maria Fusco sembrano non siano andati mai oltre un semplice approccio iniziale. Del resto il fatto di aver compiuto il periodo di noviziato e la successiva professione religiosa ad Ariano di Puglia e non a Pagani la orientò maggiormente verso l'Ora et Labora benedettino.
Suor Giuseppina Arcucci fin da subito manifestò le sue doti di insegnante, difatti, poco più che ventenne, già dal 1883, si ritrovò a essere la direttrice ufficiale della scuola della Pia Casa. L'opera caritativa da lei espletata assieme alle altre suore non si esaurì, tuttavia, al solo ambito educativo, ma si estese anche in quello assistenziale. Una prova in tal senso venne offerta in occasione dell'incidente ferroviario di Pianerottolo, il 3 settembre 1889, quando assieme alle sue consorelle e ad altre autorità, accorse in aiuto dei feriti e accolse l'orfana di una delle vittime dell'incidente, originaria di Minervino Murge.

### La nascita delle Suore dello Spirito Santo
A distanza di poco più di un anno dalla disgrazia di Pianerottolo si verificarono due eventi molto importanti che determinarono il futuro di suor Giuseppina Arcucci e la nascita della Congregazione delle Suore dello Spirito Santo: la morte del presbitero Tommaso Maria Fusco, il 24 febbraio 1891, e l'arrivo ad Ariano di Puglia del vescovo Andrea D'Agostino, il 19 aprile 1891, il quale successe a mons. Francesco Trotta, trasferito alla sede vescovile di Teramo. La morte del fondatore delle Figlie della Carità del Preziosissimo Sangue fu un duro colpo per la Congregazione: alcune case furono chiuse e non mancarono defezioni tra le suore; anche la Pia Casa d'Istruzione e Lavoro di Ariano di Puglia risentì di questa situazione. Quando le suore furono richiamate alla Casa madre, suor Giuseppina Arcucci, divenuta nel frattempo oltre che direttrice della Pia Casa d'Istruzione e Lavoro anche superiora della comunità locale, assieme ad altre sue compagne restò ad Ariano di Puglia per continuare l'opera caritativa nella Pia Casa. Fu così che dopo un cammino di profondo discernimento compiuto con l'aiuto del vescovo Andrea D'Agostino si giunse alla fondazione di una nuova realtà di religiose (non ancora riconosciuta, però, come congregazione di diritto diocesano), ossia l'Associazione delle Suore dello Spirito Santo, della quale suor Giuseppina Arcucci divenne la guida.
La denominazione "Suore dello Spirito Santo" venne suggerita dal vescovo Andrea D'Agostino, il quale desiderava ardentemente che tra i fedeli della sua diocesi vi fosse una maggiore conoscenza della Terza Persona della Santissima Trinità, e le Suore dello Spirito Santo hanno nella loro spiritualità e carisma anche questa missione. Lo stesso vescovo scrisse la prima Regola pubblicata il 2 febbraio 1896, giorno considerato dalla Congregazione come quello della propria fondazione e fece giungere da Colonia (Germania) un quadro raffigurante lo Spirito Santo. 
Il carisma che suor Giuseppina Arcucci trasfuse nelle "sue" figlie si esplicò nel campo educativo a beneficio dei bambini poveri e di famiglie benestanti, nell'accoglienza delle orfane civili e di guerra, nell'assistenza ai poveri e a coloro che necessitavano di cibo, vestiti, medicinali, nella visita agli ammalati e ai carcerati non tirandosi indietro nemmeno nei periodi di grandi epidemie. Lei stessa possedeva competenze infermieristiche, acquisite a Napoli tra le Figlie della Carità. Le suore si impegnarono, inoltre, nel catechismo ai fanciulli, aiutate dal vescovo d'Agostino, continuando in questo modo ciò che già facevano le Figlie della Carità del Preziosissimo Sangue. Quanto appena detto può essere riassunto in una breve espressione: "urgenza della carità", ossia l'avere un cuore vigile, accorto e squisitamente materno verso tutte le povertà e i bisogni del proprio tempo.
Le suore traevano sostentamento dal loro lavoro, da sussidi elargiti dai vari ministeri, dal Papa, dai vescovi di Ariano di Puglia e dalle offerte dei vari benefattori. Non mancarono, inoltre, encomi e riconoscimenti da parte di autorità ecclesiastiche, civili e scolastiche per l'educazione impartita, i lavori realizzati dalle alunne della scuola di lavoro, per l'igiene, i pasti distribuiti quotidianamente ai bambini e la carità espletata nei confronti dei bisognosi. La stessa suor Giuseppina Arcucci venne più volte encomiata come donna esemplare, piena di carità, intelligente e colta. Il popolo di Ariano di Puglia apprezzava quanto fatto dalle suore della Pia Casa, e ciò ebbe modo di dimostrarlo in occasione dell'incendio che il 4 giugno 1904 danneggiò pesantemente il Pio istituto, attraverso un'ampia mobilitazione popolare, sia nel domare le fiamme, sia nella successiva raccolta fondi destinata alla riparazione dei danni subiti dall'edificio.

### Le vertenze con il Comune di Ariano di Puglia
Nonostante i numerosi elogi ricevuti e il bene compiuto a favore del popolo arianese, non mancarono situazioni difficili, come le divergenze con il comune di Ariano di Puglia per il possesso dei locali dell'ex monastero del Santissimo Salvatore e di Sant'Anna dove era ubicata la Pia Casa d'Istruzione e Lavoro. Con il passare degli anni il numero delle monache benedettine scese al di sotto del sei, pertanto, in virtù del già citato Regio Decreto del 7 luglio 1866, per il Comune di Ariano di Puglia si prospettò l'occasione per un trasferimento delle restanti monache in altra casa religiosa e dunque l'opportunità di far richiesta alla Divisione del Fondo per il Culto del Ministero di Grazia e Giustizia e dei Culti di quella parte dell'ex monastero abitata dalle monache, con lo scopo di farne un edificio scolastico, cosa che avrebbe messo a rischio il buon funzionamento della Pia Casa. Un tentativo da parte del Comune di dare attuazione a questo progetto ebbe luogo nel 1900, ma a causa della mancanza di fondi necessari per sostenere la spesa di adattamento del monastero a edificio scolastico, rinviò il tutto a un altro momento, riconoscendo, tuttavia, l'utilità della Pia Casa per la popolazione locale, sia dal punto di vista della beneficenza che in essa si esercitava, sia da quello educativo. Anche in questa occasione i cittadini arianesi mostrarono il loro attaccamento alla Pia istituzione attraverso una raccolta firme presentata al Consiglio comunale (ben 1211 firmatari), nella quale i sottoscrittori, rifacendosi alla questione in atto, misero in risalto i meriti dell'istituto, i quali sarebbero stati vanificati da una sua eventuale chiusura.
Dopo alcuni anni, nel 1904, nuovamente si ripresentò la questione. In questa occasione il vescovo Andrea D'Agostino cercò di porvi rimedio riuscendo a ottenere in concessione l'utilizzo per venti anni di quella parte dell'edificio oggetto della controversia dal Comune di Ariano di Puglia. Cambiata, però, l'Amministrazione comunale, quest'ultima rivendicò, nel 1906, nuovamente l'utilizzo di quella parte del locale. La vertenza si risolse dinnanzi ai tribunali, in vari gradi di giudizio civile e amministrativo, con la vittoria del vescovo D'Agostino. 
Altra controversia si verificò questa volta nei confronti del giornale locale "La Lotta", nel quale vennero pubblicati articoli diffamatori nei confronti di mons. Andrea D'Agostino e di suor Giuseppina Arcucci, risolta in modo favorevole a quest'ultima, con la condanna del caporedattore del giornale "La Lotta". I toni della diatriba furono talmente forti e offensivi nei confronti di suor Giuseppina Arcucci e mons. Andra D'Agostino, che alcuni esponenti del partito il quale ebbe contrasti con i due, si dissociarono da quanto pubblicato sul giornale "La Lotta", e sottoscrissero una lettera indirizzata a suor Arcucci nella quale presero le distanze dalle ingiurie esternate e ribadirono il valore della grande opera di carità messa in atto dalla fondatrice delle Suore dello Spirito Santo. Suor Giuseppina da parte sua, nonostante quanto subito, si mostrò indulgente nei confronti di un membro dell'amministrazione comunale che le fu ostile, porgendogli il suo aiuto in un determinato momento di bisogno nel corso della prima guerra mondiale.
Una ulteriore disputa si verificò con una minoranza del clero diocesano, il quale rivolse pesanti accuse nei confronti di mons. Andrea D'Agostino e suor Arcucci, alcune pubblicate sul quindicinale "La Lotta", altre fatte pervenire direttamente alla Santa Sede, la quale si vide costretta a inviare un visitatore apostolico nella persona del domenicano mons. Giuseppe Cecchini O. P. Il visitatore apostolico non riscontrò alcun tipo di nefandezza e in base a quanto emerso nella visita apostolica la Congregazione Concistoriale scrisse parole di incoraggiamento all'indirizzo del vescovo D'Agostino ammonendo nel contempo quei membri del clero che firmarono l'esposto contro il presule.

### Espansione della Congregazione
Terminata questa fase di controversie, suor Giuseppina Arcucci e le altre suore dovettero affrontare ulteriori difficoltà, soprattutto dal punto di vista economico, in particolar modo in seguito alla morte del vescovo Andrea D'Agostino, sopraggiunta il 13 febbraio 1913. Nonostante ciò, suor Giuseppina continuò la sua opera benefica e incoraggiò le suore a fare altrettanto, estendendola anche oltre i confini di Ariano di Puglia. Già nel 1912, infatti, fu aperta a Faeto la prima casa filiale su richiesta dell'allora vescovo di Troia Domenico Lancellotti, per la direzione di una asilo infantile e una scuola di lavori femminili, mentre nel 1915 suor Giuseppina Arcucci prontamente diede disponibilità ad accogliere alcune orfane del terremoto della Marsica del 1915 che sconvolse appunto la Marsica e il Centro Italia. Con lo scoppio della prima guerra mondiale suor Giuseppina Arcucci e le altre suore si fecero carico delle orfane dei soldati morti al fronte e offrirono il loro sostegno alle vedove e alle sorelle dei caduti, nonché ai profughi friulani, adoperandosi, inoltre, per gli stessi soldati attraverso la realizzazione di maglioni di lana e altri indumenti.
Il nuovo vescovo di Ariano di Puglia, mons. Cosimo Agostino, non ebbe dal principio simpatia per le religiose, come non ne ebbe in sede vacante il vescovo di Lucera e amministratore apostolico di Ariano di Puglia Lorenzo Chieppa, il quale formulò alla Santa Sede considerazioni poco favorevoli alle Suore dello Spirito Santo. Tuttavia,  mons. Cosimo Agostino nel corso del tempo mutò questa sua posizione, tant'è vero che il 22 febbraio 1918 manifestò al Papa la sua volontà di riconoscere l'Associazione delle Suore dello Spirito Santo come congregazione di diritto diocesano, al fine di garantirle maggiore stabilità e favorirne lo sviluppo. Anche mons. Giuseppe Lojacono, successore di mons. Cosimo Agostino, consapevole dei riconoscimenti ricevuti dalla Pia Casa, non esitò a concedere il suo appoggio a suor Giuseppina e alle sue consorelle.
L'operosità di suor Giuseppina Arcucci e delle "sue" figlie fu notevole. Gli alunni della Pia Casa si distinguevano spesso nei gradi successivi di studio per educazione e diligenza, mentre ai bisognosi venivano riservate tutte le attenzioni e cure possibili. Gli echi di questa operosità si diffusero ampiamente in diverse regioni del Centro e Sud Italia al punto che molti, tra vescovi, autorità civili, e privati cittadini, chiesero l'invio di suore per la direzione o il semplice servizio presso asili, scuole, ospedali, cliniche private, colonie marittime e montane, seminari, parrocchie. Di seguito solo alcune delle città dove le Suore dello Spirito Santo svolsero il loro servizio: Napoli, Bari, Alberobello, Pescina, Roma, San Cesareo, Macerata, Subiaco, Trevico, Roseto Valfortore. Anche i lavori di ricamo e cucito realizzati dalle stesse religiose, dalle orfanelle e dalle giovani delle scuole di lavoro e dei laboratori di ricamo della Pia Casa di Ariano Irpino e di altre case filiali, riscossero notevole successo e molti di essi vennero in diverse occasioni esposti e premiati nelle maggiori fiere campionarie italiane.
Un importante, quanto triste, evento nel quale suor Giuseppina Arcucci e le altre suore svolsero un'opera umanitaria ragguardevole fu il terremoto dell'Irpinia e del Vulture del 1930. Nonostante i danni subiti in una parte dell'edificio della Pia Casa e una conseguente riduzione degli spazi necessari per lo svolgimento delle attività quotidiane dell'Istituto, le suore ospitarono un ospedale da campo nel quale prestarono il loro servizio al fine di alleviare le sofferenze dei feriti e dare ristoro ai soccorritori. A poco più di due anni dal disastro tellurico giunse un riconoscimento atteso fin dai tempi di mons. Francesco Trotta: l'erezione in ente morale della Pia Casa d'Istruzione e Lavoro di Ariano Irpino, ricevuto con Regio Decreto nel settembre 1932. Oltre a questo riconoscimento nello stesso periodo ci fu un altro importante evento, ossia la donazione alla Pia Casa dei locali oggetto di contesa con il Comune da parte del commissario prefettizio di Ariano Irpino Amleto Aleandri.

### La morte
L'attività caritativa di suor Giuseppina Arcucci andò avanti, nonostante i malanni e l'avanzare dell'età, fino alla morte sopraggiunta la sera del 21 gennaio 1940, dopo essersi ammalata di angina pectoris. La sua scomparsa lasciò nello sgomento coloro che ebbero modo di conoscerla e averne sperimentato la bontà al punto di considerarla fin da subito una santa. Le spoglie mortali di suor Giuseppina Arcucci, dapprima tumulate nel cimitero di Ariano Irpino, vennero poi, traslate presso la chiesa di Sant'Anna di Ariano Irpino il 6 luglio 1975. La fama di santità di suor Giuseppina Arcucci si diffuse nel corso del tempo al punto da spingere la Congregazione delle Suore dello Spirito Santo, riconosciuta congregazione di diritto pontificio il 23 dicembre 1948, a promuoverne la Causa di beatificazione e canonizzazione. Questa possibilità ha iniziato a divenire sempre più concreta, soprattutto dopo il parere favorevole dei vescovi della Conferenza Episcopale Campana all'introduzione della Causa, il 25 gennaio 2021, il nulla osta della Congregazione per le Cause dei Santi, del 20 gennaio 2022, e il successivo editto indirizzato ai fedeli cattolici della diocesi di Ariano Irpino – Lacedonia dal vescovo Sergio Melillo, datato 2 febbraio 2022. La Causa di beatificazione e canonizzazione è stata introdotta proprio da mons. Sergio Melillo alcuni mesi dopo, per la precisione in data 21 maggio 2022.

## Museo
All'interno della casa-madre è ubicato un museo interamente dedicato alla figura di Giuseppina Arcucci. Aperto al pubblico nel 1990 in occasione del cinquantenario della sua morte, il museo conserva documenti, opere e cimeli risalenti a un vasto período storico compreso tra il XVI secolo e l'età contemporanea, consentendo così di inquadrare non soltanto le complesse vicende e le vicissitudini che caratterizzarono la vita dell'Arcucci, ma anche le fasi precedenti e successive. L'ingresso è gratuito e non richiede prenotazione.
Il museo si sviluppa in sette stands espositivi disposti a formare un circuito continuo. Nel primo stand vi è una raccolta di documenti di archivio delle monache benedettine cassinesi, operanti in Ariano nel periodo compreso tra il 1565 e il 1877. Nel secondo stand è custodita una serie di testimonianze religiose femminili succedutesi nel convento in una fase successiva, compresa tra il 1877 e il 1900. Nel terzo stand trovano posto i volumi della biblioteca nonché gli arredi ed oggetti sacri ereditati dalle monache benedettine cassinesi. Nel quarto stand è stata integralmente ricostruita la stanza personale di suor Giuseppina Arcucci, allorquando rivestiva il ruolo di madre generale della congregazione delle suore dello Spirito Santo. Nel quinto stand vi è una collezione di ricordi legati alla figura della stessa madre Arcucci. Nel sesto stand si ammirano gli oggetti di artigianato esotico, frutto della missione filippina (avviata nel 1986) della medesima congregazione. Nel settimo e ultimo stand sono esposti molti oggetti appartenuti al vescovo Andrea D'Agostino, il quale ebbe un ruolo determinante nella fondazione dell'ordine monastico. Le pareti esterne agli stands sono infine decorate da tempere e acquerelli dipinti dall'artista Ottaviano D'Antuono, nato e vissuto nella stessa città di Ariano Irpino.